# Phoma poolensis
Phoma poolensis är en lavart. Phoma poolensis ingår i släktet Phoma, ordningen Pleosporales, klassen Dothideomycetes, divisionen sporsäcksvampar och riket svampar.

## Underarter
Arten delas in i följande underarter:
- verbascicola
- poolensis